# Brawo, bis!
Brawo, bis! (ang. Encore! Encore!, 1998–1999) – amerykański serial komediowy stworzony przez Johna Augustine'a i Anne Flett-Giordano. Wyprodukowany przez Paramount Television.
Jego światowa premiera odbyła się 22 września 1998 roku na kanale NBC. Miało zostać wyemitowane 13 odcinków, ale zostało wyemitowanych 11 odcinków. Ostatni odcinek został wyemitowany 20 stycznia 1999 roku. W Polsce serial nadawany był na kanale TVP1.

## Obsada
- Nathan Lane jako Joseph Pinoni
- Joan Plowright jako Marie Pinoni
- Glenne Headly jako Franceseca Pinoni
- Trevor Fehrman jako Michael Pinoni
- Ernie Sabella jako Leo Wodecki
- James Patrick Stuart jako Claude Bertrand

## Spis odcinków
| N/o            | Tytuł angielski                  |
| -------------- | -------------------------------- |
|                |                                  |
| SERIA PIERWSZA |                                  |
|                |                                  |
| 01             | Pilot                            |
|                |                                  |
| 02             | I am Joe's Ego                   |
|                |                                  |
| 03             | The French Connection            |
|                |                                  |
| 04             | Master Class                     |
|                |                                  |
| 05             | Sour Grapes                      |
|                |                                  |
| 06             | The Diary                        |
|                |                                  |
| 07             | Mr. Joe's Wild Ride              |
|                |                                  |
| 08             | I Know How the Caged Bird Tastes |
|                |                                  |
| 09             | Crime and Punishment             |
|                |                                  |
| 10             | To Soeur With Love               |
|                |                                  |
| 11             | The Doubt of the Benefit         |
|                |                                  |
| 12             | A Review to Remember             |
|                |                                  |
| 13             | Soul Food                        |
|                |                                  |